# Arxipèlag Àrtic Canadenc

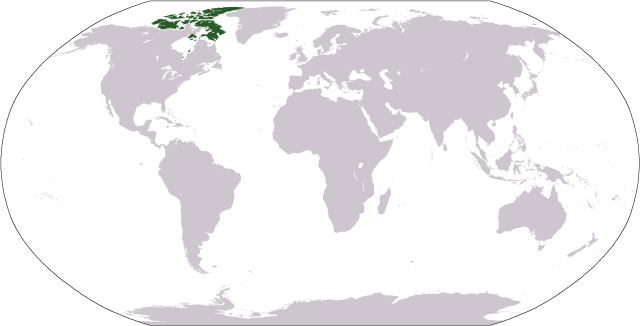
Mapamundi amb la localització de l'Arxipèlag Àrtic Canadenc

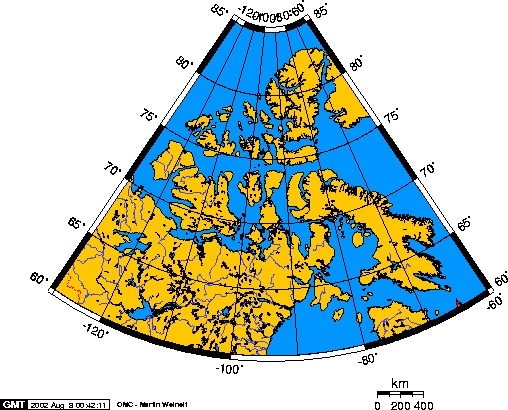
Mapa amb la projecció polar de l'Arxipèlag Àrtic Canadenc

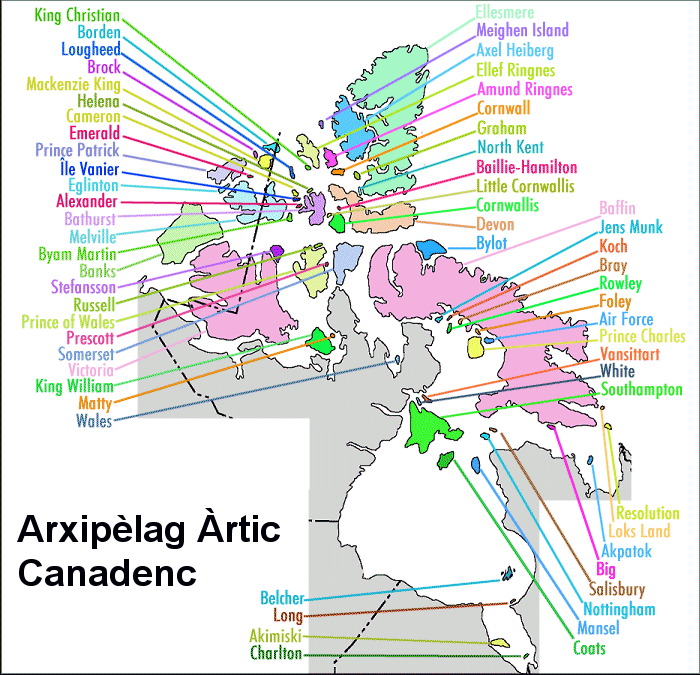
Les illes de l'Arxipèlag Àrtic Canadenc

L'Arxipèlag Àrtic Canadenc (en anglès Canadian Arctic Archipelago), conegut també simplement com l'Arxipèlag Àrtic, és un arxipèlag situat al nord del Canadà continental, a l'oceà Àrtic. Conforma l'extrem septentrional de l'Amèrica del Nord i té una extensió d'uns 1.424.500 km². Aquest grup de 36.563 illes ocupa la majoria del territori de Nunavut i una part dels territoris del Nord-oest; les més septentrionals de totes s'agrupen en l'anomenat arxipèlag de la Reina Elisabet.

## Geografia
L'arxipèlag s'estén longitudinalment al llarg de 2.400 km, i d'uns 1.900 km de dalt a baix, des del cap Columbia, el punt més septentrional de l'illa d'Ellesmere, fins al continent. A l'oest limita amb la mar de Beaufort, al nord amb l'oceà Àrtic, a l'est amb la badia de Baffin i l'estret de Davis que el separen de Groenlàndia, i al sud amb la badia de Hudson i el Canadà continental. Les diverses illes estan separades entre elles i el continent per una sèrie d'estrets i canals coneguts en conjunt com el pas del Nord-oest. A la part continental, en direcció a l'arxipèlag, s'estenen cap al nord dues grans penínsules, la de Boothia i la de Melville.
L'Arxipèlag Àrtic consta de 94 illes majors (d'una extensió superior als 130 km²), que inclouen tres de les illes més grans del món, i 36.469 de menors. Les illes principals de l'arxipèlag (amb una superfície de més de 10.000 km², en ordre descendent) són les següents:
| Nom                | Localització* | Superfície (km²) | Rànquing per superfície | Rànquing per superfície | Població (2001) |
| Nom                | Localització* | Superfície (km²) | Al món                  | Al Canadà               | Població (2001) |
| ------------------ | ------------- | ---------------- | ----------------------- | ----------------------- | --------------- |
| Baffin             | NU            | 507.451          | 5                       | 1                       | 9.563           |
| Victòria           | TN, NU        | 217.291          | 9                       | 2                       | 1.707           |
| Ellesmere          | NU            | 196.236          | 10                      | 3                       | 168             |
| Banks              | TN            | 70.028           | 24                      | 5                       | 114             |
| Devon              | NU            | 55.247           | 27                      | 6                       | 0               |
| Axel Heiberg       | NU            | 43.178           | 32                      | 7                       | 0               |
| Melville           | TN, NU        | 42.149           | 33                      | 8                       | 0               |
| Southampton        | NU            | 41.214           | 34                      | 9                       | 721             |
| Príncep de Gal·les | NU            | 33.339           | 40                      | 10                      | 0               |
| Somerset           | NU            | 24.786           | 46                      | 12                      | 0               |
| Bathurst           | NU            | 16.042           | 54                      | 13                      | 0               |
| Príncep Patrick    | TN            | 15.848           | 55                      | 14                      | 0               |
| Rei Guillem        | NU            | 13.111           | 61                      | 15                      | 960             |
| Ellef Ringnes      | NU            | 11.295           | 69                      | 16                      | 0               |
| Bylot              | NU            | 11.067           | 72                      | 17                      | 0               |

* NU = Nunavut, TN = Territoris del Nord-oest
Després de Groenlàndia, l'Arxipèlag Àrtic és l'àrea terrestre principal de l'Àrtida. El clima de les illes és l'àrtic, i el terreny està format per tundra excepte a les regions muntanyoses. La major part de les illes no estan habitades; els assentaments humans són escassos, disseminats i poc poblats, i la majoria es troben a les illes més meridionals, on hi ha algunes petites localitats costaneres de població inuit.

## Història
Arran de les exploracions de Martin Frobisher a la dècada del 1570, la sobirania de les illes fou atribuïda als britànics. La sobirania canadenca, que originàriament (1870-80) només s'exercia sobre la part de les illes banyada per la badia de Foxe i la badia i l'estret de Hudson, no fou establerta sobre tot l'arxipèlag fins que el 1880 el Regne Unit va transferir la sobirania al Canadà de la resta d'illes; el 1895 s'hi va establir el districte de Franklin, que comprenia gairebé la totalitat de l'arxipèlag; aquest districte fou dissolt arran de la creació del territori de Nunavut el 1999. El Canadà reclama la continuació de la seva sobirania territorial sobre el sector del pol Nord, reclamació no reconeguda de manera universal. A més a més, l'estat canadenc també considera que les aigües del pas del Nord-oest són interiors, mentre que els Estats Units i altres països les consideren com a aigües internacionals. El desacord sobre l'estatus del pas del Nord-oest afecta també aspectes sobre legislació ambiental, la seguretat nacional i la sobirania del Canadà. L'illa de Hans, situada a l'estret de Nares, a l'est d'Ellesmere, és un territori actualment en disputa entre el Canadà i Dinamarca.

## Mapa amb enllaços a les illes
- Illa del Rei Christianmap 1
- Illa de Bordenmap 2
- Illa Lougheedmap 3
- Illa Brockmap 4
- Illa de Mackenzie Kingmap 5
- Illa Helenamap 6
- Cameronmap 7
- Emeraldmap 8
- Príncep Patrickmap 9
- Illa de Vaniermap 10
- Eglintonmap 11
- Alexandermap 12
- Bathurstmap 13
- Melvillemap 14
- Byam Martinmap 15
- Banksmap 16
- Stefanssonmap 17
- Russellmap 18
- Príncep de Gal·lesmap 19
- Prescottmap 20
- Somersetmap 21
- Victòriamap 22
- King Williammap 23
- Mattymap 24
- Illa de Gal·lesmap 25
- Belchermap 26
- Longmap 27
- Akimiskimap 28
- Charltonmap 29
- Ellesmeremap 30
- Meighenmap 31
- Axel Heibergmap 32
- Ellef Ringnesmap 33
- Amund Ringnesmap 34
- Cornwallmap 35
- Grahammap 36
- North Kentmap 37
- Baillie-Hamiltonmap 38
- Little Cornwallismap 39
- Cornwallismap 40 A
- Devonmap 41
- Bylotmap 42
- Baffinmap 43
- Kapuiviitmap 44 B
- Kochmap 45
- Braymap 46
- Rowleymap 47
- Foleymap 48
- Air Forcemap 49
- Prince Charlesmap 50
- Nagjuttuuqmap 51 C
- Illa Whitemap 52 D
- Illa Southamptonmap 53
- Resolutionmap 54
- Loksmap 55
- Akpatokmap 56
- Illa Bigmap 57 E
- Salisburymap 58
- Nottinghammap 59
- Manselmap 60
- Coatsmap 61

Illes que no són al mapa
- Beecheymap 62
- Broughtonmap 63 F
- Cape Chidleymap 64
- Dorsetmap 65 G
- Duke of Yorkmap 66
- East Penmap 67
- Flahertymap 68 H
- Haig-Thomasmap 69
- Hansmap 70
- Herschelmap 71
- Igloolikmap 72 I
- Killiniqmap 73
- Ottawamap 74
- Prince Leopoldmap 75
- Qikiqtaryuaqmap 76 J
- Skraelingmap 77
- Trodelymap 78
- Umingmalikmap 79 K
- Westonmap 80

## Mapping
- ^map 1 King Christian, 77° 45′ N, 102° 00′ O / 77.750°N,102.000°O
- ^map 2 Borden, 78° 33′ N, 111° 10′ O / 78.550°N,111.167°O
- ^map 3 Lougheed, 77° 24′ N, 105° 15′ O / 77.400°N,105.250°O
- ^map 4 Brock, 77° 51′ N, 114° 27′ O / 77.850°N,114.450°O
- ^map 5 Mackenzie King 77° 43′ N, 111° 57′ O / 77.717°N,111.950°O
- ^map 6 Helena, 76° 40′ N, 101° 00′ O / 76.667°N,101.000°O
- ^map 7 Cameron, 77° 48′ N, 101° 51′ O / 77.800°N,101.850°O
- ^map 8 Emerald Isle, 76° 48′ N, 114° 07′ O / 76.800°N,114.117°O
- ^map 9 Prince Patrick, 76° 45′ N, 119° 30′ O / 76.750°N,119.500°O
- ^map 10 Île Vanier, 76° 10′ N, 103° 15′ O / 76.167°N,103.250°O
- ^map 11 Eglinton, 75° 46′ N, 118° 27′ O / 75.767°N,118.450°O
- ^map 12 Alexander, 75° 52′ N, 102° 37′ O / 75.867°N,102.617°O
- ^map 13 Bathurst, 75° 46′ N, 099° 47′ O / 75.767°N,99.783°O
- ^map 14 Melville, 75° 30′ N, 111° 30′ O / 75.500°N,111.500°O
- ^map 15 Byam Martin, 75° 12′ N, 104° 17′ O / 75.200°N,104.283°O
- ^map 16 Banks, 73° 00′ N, 121° 30′ O / 73.000°N,121.500°O
- ^map 17 Stefansson, 73° 30′ N, 105° 30′ O / 73.500°N,105.500°O
- ^map 18 Russell, 74° 00′ N, 098° 25′ O / 74.000°N,98.417°O
- ^map 19 Prince of Wales, 72° 36′ N, 098° 32′ O / 72.600°N,98.533°O
- ^map 20 Prescott, 73° 03′ N, 096° 49′ O / 73.050°N,96.817°O
- ^map 21 Somerset, 73° 15′ N, 093° 30′ O / 73.250°N,93.500°O
- ^map 22 Victoria, 71° 00′ N, 110° 00′ O / 71.000°N,110.000°O
- ^map 23 King William, 68° 58′ N, 097° 14′ O / 68.967°N,97.233°O
- ^map 24 Matty, 69° 28′ N, 095° 40′ O / 69.467°N,95.667°O
- ^map 25 Wales, 68° 01′ N, 086° 40′ O / 68.017°N,86.667°O
- ^map 26 Belcher, 56° 20′ N, 079° 30′ O / 56.333°N,79.500°O
- ^map 27 Long, 54° 52′ N, 079° 25′ O / 54.867°N,79.417°O
- ^map 28 Akimiski, 53° 00′ N, 081° 20′ O / 53.000°N,81.333°O
- ^map 29 Charlton, 52° 00′ N, 079° 26′ O / 52.000°N,79.433°O
- ^map 30 Ellesmere, 79° 49′ N, 078° 00′ O / 79.817°N,78.000°O
- ^map 31 Meighen, 79° 59′ N, 099° 30′ O / 79.983°N,99.500°O
- ^map 32 Axel Heiberg, 79° 26′ N, 090° 46′ O / 79.433°N,90.767°O
- ^map 33 Ellef Ringnes, 78° 37′ N, 101° 56′ O / 78.617°N,101.933°O
- ^map 34 Amund Ringnes, 78° 19′ N, 096° 25′ O / 78.317°N,96.417°O
- ^map 35 Cornwall, 77° 37′ N, 094° 52′ O / 77.617°N,94.867°O
- ^map 36 Graham, 77° 26′ N, 090° 30′ O / 77.433°N,90.500°O
- ^map 37 North Kent, 76° 40′ N, 090° 15′ O / 76.667°N,90.250°O
- ^map 38 Baillie-Hamilton, 75° 53′ N, 094° 35′ O / 75.883°N,94.583°O
- ^map 39 Little Cornwallis, 75° 30′ N, 096° 30′ O / 75.500°N,96.500°O
- ^map 40 Cornwallis, 75° 05′ N, 095° 00′ O / 75.083°N,95.000°O
- ^map 41 Devon, 75° 15′ N, 088° 00′ O / 75.250°N,88.000°O
- ^map 42 Bylot, 73° 13′ N, 078° 34′ O / 73.217°N,78.567°O
- ^map 43 Baffin, 69° 00′ N, 072° 00′ O / 69.000°N,72.000°O
- ^map 44 Jens Munk, 69° 40′ N, 079° 40′ O / 69.667°N,79.667°O
- ^map 45 Koch, 69° 35′ N, 078° 20′ O / 69.583°N,78.333°O
- ^map 46 Bray, 69° 20′ N, 077° 00′ O / 69.333°N,77.000°O
- ^map 47 Rowley, 69° 05′ N, 078° 52′ O / 69.083°N,78.867°O
- ^map 48 Foley, 68° 30′ N, 075° 00′ O / 68.500°N,75.000°O
- ^map 49 Air Force, 67° 58′ N, 074° 05′ O / 67.967°N,74.083°O
- ^map 50 Prince Charles, 67° 45′ N, 076° 00′ O / 67.750°N,76.000°O
- ^map 51 Vansittart, 65° 50′ N, 084° 00′ O / 65.833°N,84.000°O
- ^map 52 White, 65° 46′ N, 084° 53′ O / 65.767°N,84.883°O
- ^map 53 Southampton, 64° 30′ N, 084° 30′ O / 64.500°N,84.500°O
- ^map 54 Resolution, 61° 35′ N, 065° 00′ O / 61.583°N,65.000°O
- ^map 55 Loks Land, 62° 26′ N, 064° 38′ O / 62.433°N,64.633°O
- ^map 56 Akpatok, 60° 25′ N, 068° 08′ O / 60.417°N,68.133°O
- ^map 57 Big, 62° 43′ N, 070° 43′ O / 62.717°N,70.717°O
- ^map 58 Salisbury, 63° 35′ N, 077° 00′ O / 63.583°N,77.000°O
- ^map 59 Nottingham, 63° 17′ N, 077° 55′ O / 63.283°N,77.917°O
- ^map 60 Mansel, 62° 00′ N, 079° 50′ O / 62.000°N,79.833°O
- ^map 61 Coats, 62° 35′ N, 082° 45′ O / 62.583°N,82.750°O
- ^map 62 Beechey, 74° 43′ N, 091° 51′ O / 74.717°N,91.850°O
- ^map 63 Broughton, 67° 34′ N, 063° 54′ O / 67.567°N,63.900°O[7]
- ^map 64 Cape Chidley, 60° 25′ 45″ N, 64° 27′ 50″ O / 60.42917°N,64.46389°O[8]
- ^map 65 Dorset, 64° 12′ N, 76° 32′ O / 64.200°N,76.533°O[9]
- ^map 66 Duke of York, 68° 15′ N, 112° 30′ O / 68.250°N,112.500°O
- ^map 67 East Pen, 56° 45′ N, 088° 40′ O / 56.750°N,88.667°O
- ^map 68 Flaherty, 56° 14′ N, 079° 17′ O / 56.233°N,79.283°O[10]
- ^map 69 Haig-Thomas, 78° 15′ N, 094° 30′ O / 78.250°N,94.500°O
- ^map 70 Hans, 80° 49′ N, 066° 27′ O / 80.817°N,66.450°O
- ^map 71 Herschel, 69° 35′ N, 139° 04′ O / 69.583°N,139.067°O
- ^map 72 Igloolik, 69° 23′ N, 081° 40′ O / 69.383°N,81.667°O[11]
- ^map 73 Killiniq, 60° 22′ N, 064° 37′ O / 60.367°N,64.617°O
- ^map 74 Ottawa, 59° 34′ N, 080° 16′ O / 59.567°N,80.267°O
- ^map 75 Prince Leopold, 74° 01′ N, 090° 04′ O / 74.017°N,90.067°O
- ^map 76 Jenny Lind, 68° 43′ N, 101° 58′ O / 68.717°N,101.967°O
- ^map 77 Skraeling, 78° 55′ N, 075° 40′ O / 78.917°N,75.667°O
- ^map 78 Trodely, 52° 14′ N, 079° 26′ O / 52.233°N,79.433°O
- ^map 79 Gateshead, 70° 35′ N, 100° 25′ O / 70.583°N,100.417°O
- ^map 80 Weston, 52° 32′ N, 079° 35′ O / 52.533°N,79.583°O